# Tully (villa)
Tully es una villa ubicada en el condado de  Onondaga en el estado estadounidense de Nueva York. En el año 2000 tenía una población de 924 habitantes y una densidad poblacional de 543.5 personas por km².

## Geografía
Tully se encuentra ubicada en las coordenadas 42°47′52″N 76°6′23″O / 42.79778, -76.10639.

## Demografía
Según la Oficina del Censo en 2000 los ingresos medios por hogar en la localidad eran de $39,000, y los ingresos medios por familia eran $46,563. Los hombres tenían unos ingresos medios de $35,375 frente a los $21,902 para las mujeres. La renta per cápita para la localidad era de $19,688. Alrededor del 9.9% de la población estaban por debajo del umbral de pobreza.